# 拉丁區 (蒙特利爾)
拉丁區（法語：Quartier Latin）是位於加拿大魁北克蒙特利爾的一個區域，以劇院、藝術氣氛、咖啡館和精品店而聞名。拉丁區這一名稱來自於巴黎的拉丁區。在1920年代時，蒙特利爾工程大學和蒙特利爾大學曾位於這裡。1940年代後大學遷出。現在拉丁區仍然吸引年輕技術人員和藝術家進駐。

## 外部連結
- 官方网站
- Quartier Latin Restaurants